# Giờ Trái Đất
Giờ Trái Đất (tiếng Anh: Earth Hour) là một phong trào toàn cầu do Tổ chức Quốc tế về Bảo tồn Thiên nhiên (WWF) tổ chức. Sự kiện này được tổ chức hàng năm, khuyến khích các cá nhân, cộng đồng và doanh nghiệp dành một giờ cho Trái Đất, và ngoài ra còn được đánh dấu bằng việc tắt đèn điện không cần thiết trong một giờ từ 20:30 đến 21:30, thường là vào thứ Bảy cuối cùng của tháng 3, như một biểu tượng cam kết với hành tinh. Sự kiện này bắt đầu bằng một sự kiện tắt đèn ở Sydney, Úc vào năm 2007.
Thỉnh thoảng, vào những năm có Thứ Bảy Tuần Thánh rơi vào Thứ Bảy cuối cùng của tháng Ba (như năm 2013, 2016, 2018, 2024, 2025), Giờ Trái Đất sẽ được tổ chức sớm hơn một tuần.

## Lịch sử của Giờ Trái Đất

### Sự hình thành và bắt đầu: 2004–2007
Năm 2004, trước những phát hiện khoa học, WWF Úc đã gặp công ty quảng cáo Leo Burnett Sydney để "thảo luận các ý tưởng nhằm thu hút người dân Úc vào vấn đề biến đổi khí hậu". Ý tưởng về một sự kiện tắt đèn quy mô lớn được hình thành và phát triển vào năm 2006, ban đầu dưới tên gọi tạm thời là "The Big Flick". WWF Úc đã trình bày ý tưởng của họ với Fairfax Media, cùng với Thị trưởng Sydney Clover Moore, họ đã đồng ý hỗ trợ sự kiện này. Giờ Trái Đất 2007 được tổ chức vào ngày 31 tháng 3 tại Sydney, Úc lúc 19 giờ 30 phút theo giờ địa phương.
Vào tháng 10 năm 2007, San Francisco đã tổ chức chương trình "Lights Out" (Tắt đèn) lấy cảm hứng từ Giờ Trái Đất Sydney. Sau sự kiện thành công vào tháng 10, những người tổ chức đã quyết định tập hợp lại ủng hộ Giờ Trái Đất dự kiến diễn ra vào tháng 3 năm 2008.

### 2008

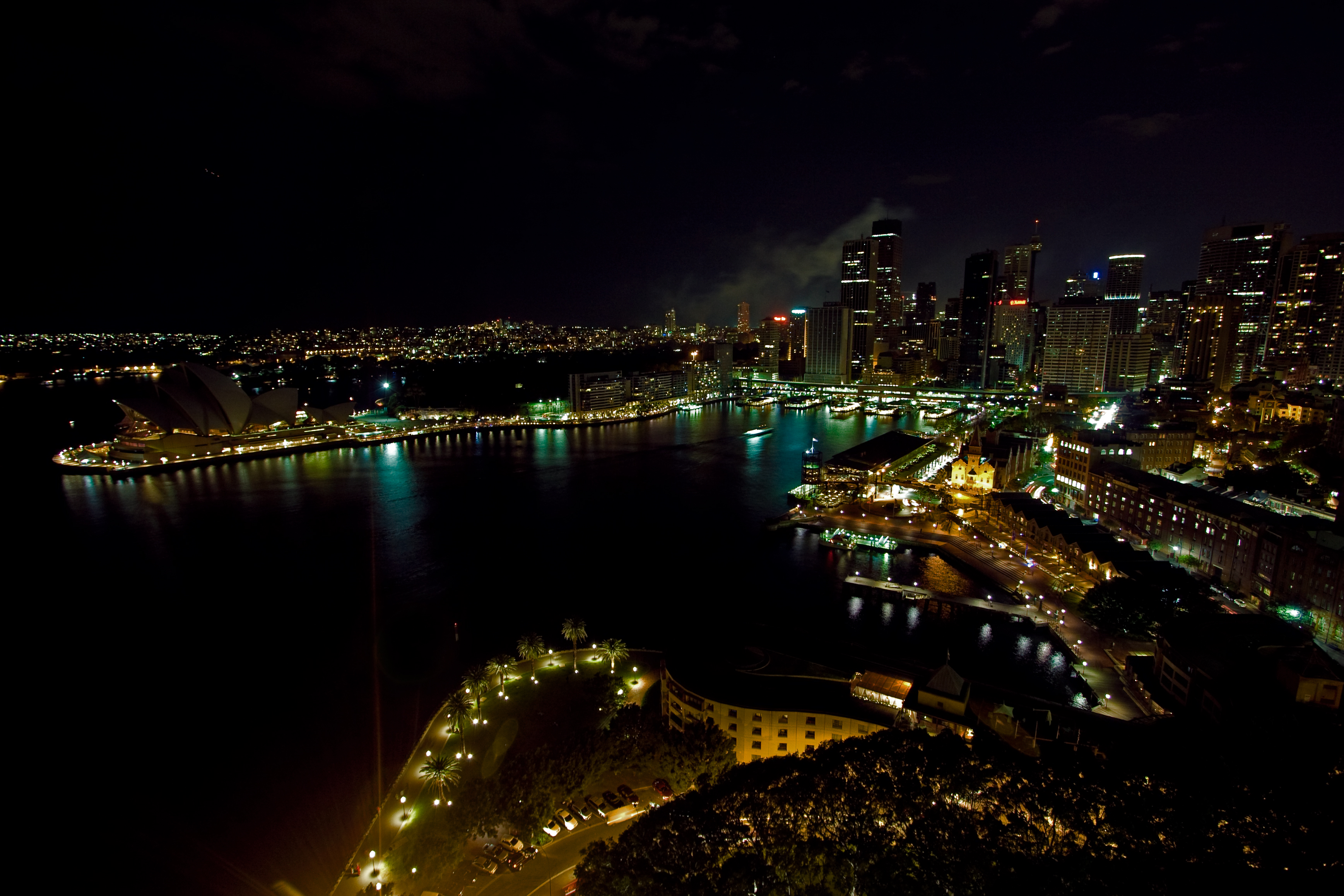
Toàn cảnh Sydney trong Giờ Trái Đất 2008

Giờ Trái Đất 2008 được tổ chức trong phạm vi quốc tế vào ngày 29 tháng 3 năm 2008, từ 20 giờ đến 21 giờ theo giờ địa phương, đánh dấu kỷ niệm một năm của sự kiện. 35 quốc gia trên thế giới đã tham gia với tư cách là các thành phố hàng đầu chính thức và hơn 400 thành phố cũng được hỗ trợ. Các địa danh trên khắp thế giới đã tắt đèn khi không cần thiết trong Giờ Trái Đất. Một số trang web đã tham gia sự kiện, với trang chủ của Google chuyển sang  nền "tối" vào ngày đó.
Theo một cuộc khảo sát trực tuyến của Zogby International, 36 triệu người Mỹ—khoảng 16% dân số trưởng thành của Hoa Kỳ—đã tham gia Giờ Trái Đất năm 2008. Cuộc khảo sát cũng cho thấy có sự gia tăng 4 phần trăm về mức độ quan tâm đến các vấn đề môi trường như biến đổi khí hậu và ô nhiễm ngay sau sự kiện (73 phần trăm trước sự kiện so với 77 phần trăm sau sự kiện).

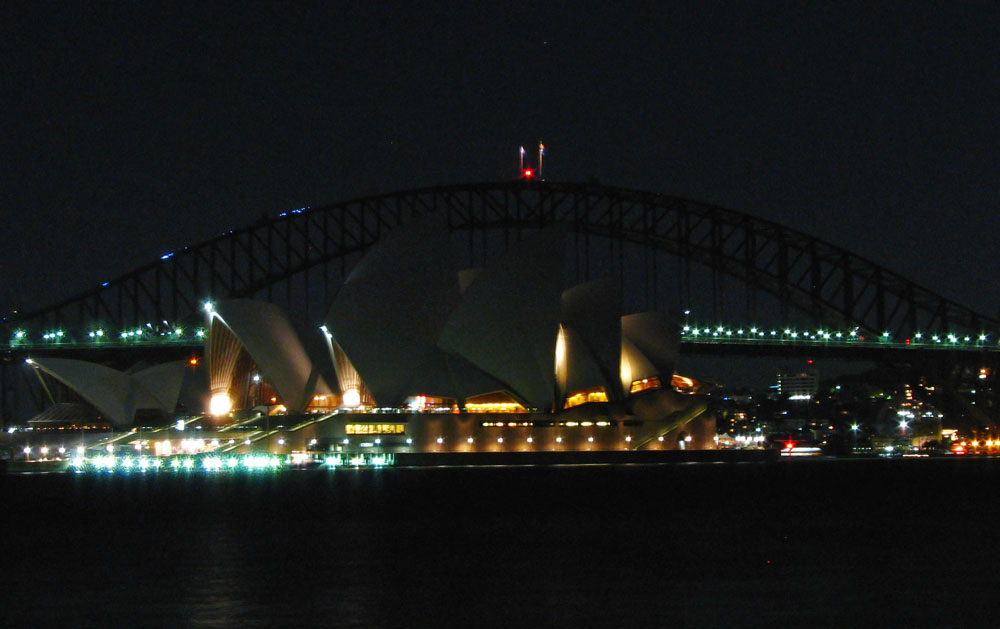
Cầu cảng Sydney và Nhà hát Opera Sydney đã tắt đèn trong Giờ Trái Đất năm 2007.

Tel Aviv đã lên lịch cho Giờ Trái Đất vào thứ năm ngày 27 tháng 3 năm 2008 để tránh xung đột với Ngày Shabbat. Dublin đã chuyển Giờ Trái Đất sang khoảng từ 21 đến 22 giờ do vị trí địa lý ở phía bắc.

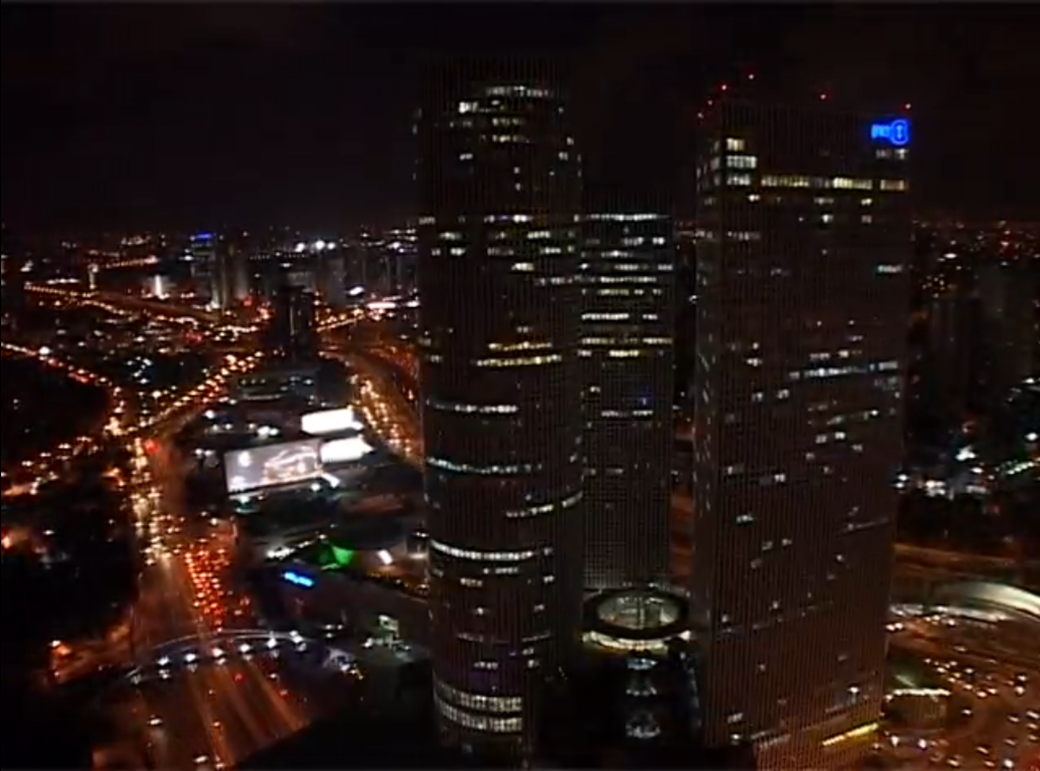
Trung tâm Azrieli ở Tel Aviv đã tắt đèn trong Giờ Trái Đất 2010.

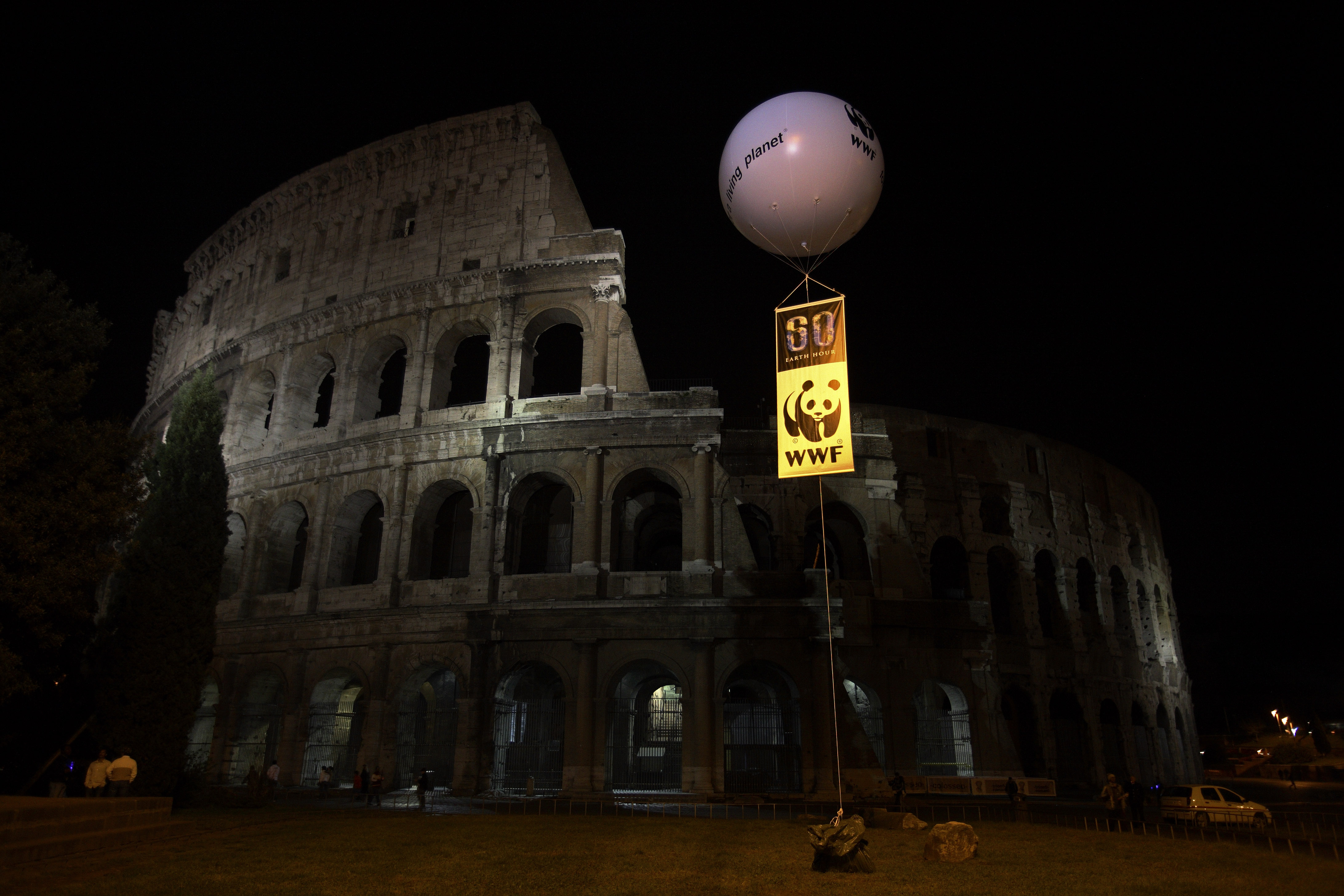
Đấu trường La Mã đã tắt đèn trong Giờ Trái Đất 2008

Theo WWF Thái Lan, Bangkok đã giảm lượng điện sử dụng xuống 73,34 megawatt, tức là trong một giờ, tương đương với 41,6 tấn carbon dioxide. Tờ Bangkok Post đưa ra các con số khác nhau là 165 megawatt trên giờ và 102 tấn carbon dioxide. Con số này được ghi nhận là ít hơn đáng kể so với một chiến dịch tương tự do Tòa thị chính Bangkok khởi xướng vào tháng 5 năm trước, khi tiết kiệm được 530 megawatt trên giờ và cắt giảm 143 tấn khí thải carbon dioxide.
Philippine Electricity Market Corp. ghi chép rằng mức tiêu thụ điện đã giảm khoảng 78,63 megawatt ở Metro Manila và giảm tới 102,2 megawatt ở Luzon. Nhu cầu giảm tối đa khoảng 39 MW xảy ra lúc 20:14 tại Metro Manila và khoảng 116 MW lúc 20:34 tại lưới điện Luzon.
Ontario đã sử dụng ít hơn khoảng 900 megawatt trên giờ năng lượng điện trong Giờ Trái Đất. Có thời điểm, Toronto đã chứng kiến mức giảm 8,7% về mức tiêu thụ so với một đêm thứ Bảy thông thường vào tháng 3.
Ireland nhìn chung đã giảm mức sử dụng điện khoảng 1,5% vào buổi tối. Trong khoảng thời gian ba giờ từ 18:30 đến 21:30, đã có sự cắt giảm 50 megawatt, tiết kiệm được 150 megawatt trên giờ, hoặc khoảng 60 tấn carbon dioxide.
Tại Dubai, nơi đèn chiếu sáng bên ngoài tại một số địa danh chính của thành phố đã tắt và đèn đường ở một số khu vực được chọn đã giảm 50%, Cơ quan Điện và Nước đã báo cáo tiết kiệm được 100 megawatt trên giờ. Điều này thể hiện mức giảm 2,4% nhu cầu so với trước khi chiến dịch bắt đầu.

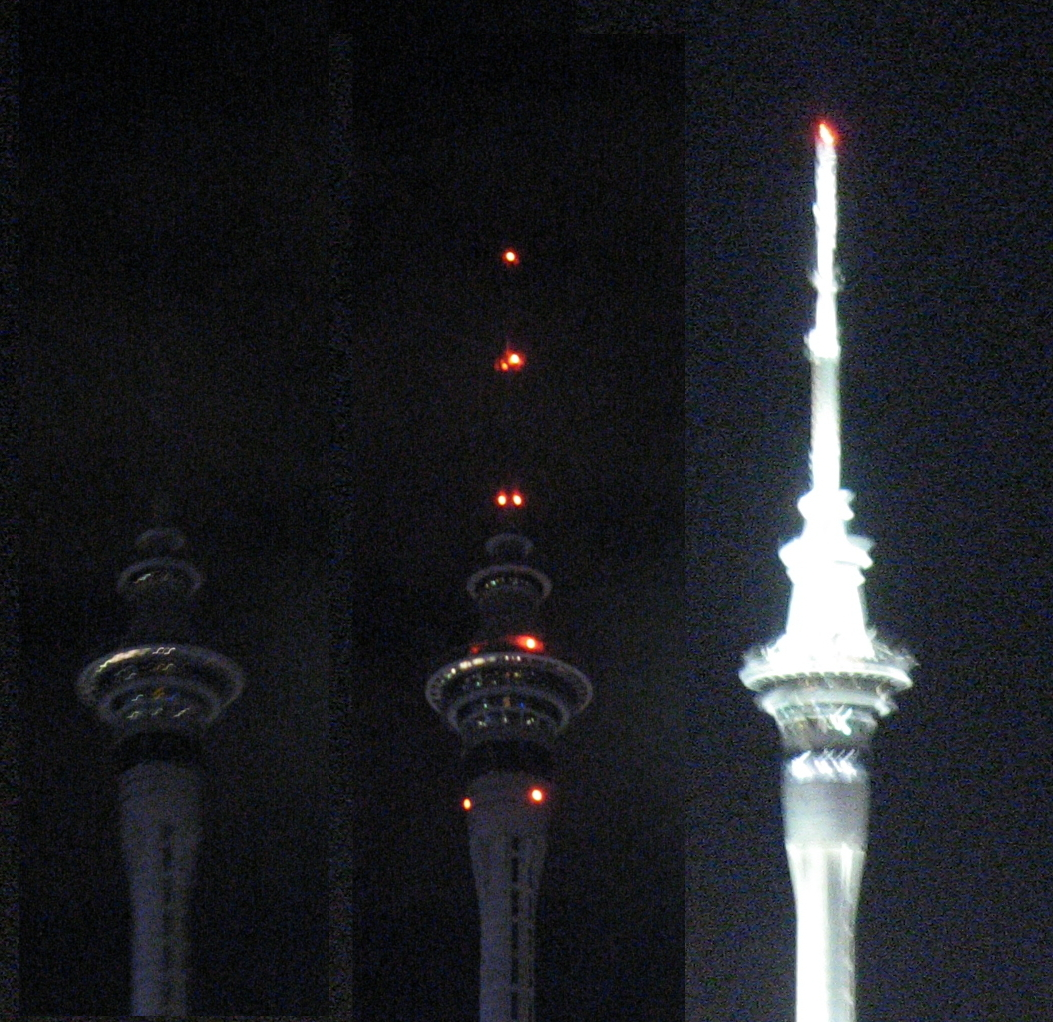
Tòa nhà Sky Tower ở Auckland, New Zealand đã tắt đèn pha thông thường trong Giờ Trái Đất và bật lại sau đó. (đèn đỏ trong hình ở giữa là đèn cảnh báo máy bay)

Kết quả tốt nhất là từ Christchurch, New Zealand, với thành phố báo cáo nhu cầu điện giảm 13%. Tuy nhiên, nhà điều hành lưới điện quốc gia Transpower báo cáo rằng mức tiêu thụ điện của New Zealand trong Giờ Trái Đất là 335 megawatt, cao hơn mức trung bình 328 megawatt của hai ngày thứ Bảy trước đó. Melbourne, Úc đã giảm nhu cầu 10,1%. Sydney là thành phố tham gia cả Giờ Trái Đất năm 2007 và 2008, đã cắt giảm mức tiêu thụ điện 8,4%. Con số này thấp hơn mức 10,2% của năm trước. Tuy nhiên, giám đốc điều hành Giờ Trái Đất Andy Ridley tuyên bố rằng sau khi tính đến sai số, mức độ tham gia của thành phố này vẫn như vậy.
Kết quả tệ nhất là từ Calgary, Canada. Lượng điện tiêu thụ của thành phố thực sự tăng 3,6% vào giờ cao điểm nhu cầu điện. Thời tiết ở Calgary đóng vai trò lớn trong việc tiêu thụ điện năng và thành phố này đã trải qua thời tiết lạnh hơn 12°C (khoảng 22°F) so với nhiệt độ được ghi nhận vào thứ Bảy trước đó trong năm đầu tiên. Enmax, nhà cung cấp điện của thành phố, đã xác nhận rằng trong tất cả những năm tiếp theo, người dân Calgary không ủng hộ sáng kiến Giờ Trái Đất, lưu ý rằng mức tiêu thụ điện chỉ thay đổi không đáng kể trong giờ diễn ra sự kiện năm 2010 và 2011 (1% hoặc ít hơn) và không có thay đổi đáng kể nào trong mức sử dụng điện trong năm 2012 và 2013.

### 2009
Giờ Trái đất 2009 diễn ra từ 20:30 đến 21:30 theo giờ địa phương, ngày 28 tháng 3 năm 2009. Chiến dịch có tên là "Vote Earth" và được mệnh danh là "cuộc bỏ phiếu toàn cầu đầu tiên trên thế giới" với mục tiêu được nêu ra cho Giờ Trái Đất 2009 là 1 tỷ phiếu bầu, trong bối cảnh của Hội nghị Liên Hợp Quốc về Biến đổi Khí hậu năm 2009. WWF báo cáo rằng 88 quốc gia và 4.159 thành phố đã tham gia Giờ Trái Đất năm 2009, gấp 10 lần số thành phố tham gia Giờ Trái Đất năm 2008 (năm 2008 có 400 thành phố tham gia).
Trong số những đơn vị tham gia năm 2009, lần đầu tiên có Trụ sở Liên Hợp Quốc tại Thành phố New York.
Ở Ai Cập, đèn đã được tắt ở Tượng Nhân sư và Kim tự tháp Giza từ 20:30 đến 21:30.
Philippines chứng kiến sự tham gia của 647 thành phố và thị trấn; ước tính có hơn 10 triệu người Philippines đã tham gia vào sự kiện tắt đèn kéo dài một giờ. Tiếp theo là Hy Lạp với 484 thành phố và thị trấn tham gia, và Úc với 309.
Mặc dù ban tổ chức chính thức của WWF tuyên bố rằng sự kiện này không nhằm mục đích giảm lượng điện, một số tổ chức công đã báo cáo về việc tiết kiệm điện tại các thành phố của họ để xem số lượng người tham gia. Tỉnh của Canada là Ontario, không bao gồm thành phố Toronto, đã chứng kiến mức giảm 6% trong việc sử dụng điện trong khi Toronto chứng kiến mức giảm 15,1% (gần gấp đôi so với mức 8,7% của năm trước) khi nhiều doanh nghiệp đóng cửa, bao gồm cả Tháp CN mang tính biểu tượng.
Philippines đã có thể tiết kiệm được 611 MWh điện trong khoảng thời gian này, tương đương với việc đóng cửa hàng chục nhà máy điện chạy bằng than trong một giờ.
Nhà điều hành điện Thụy Điển Svenska Kraftnät đã ghi nhận mức giảm 2,1% về mức tiêu thụ điện so với con số dự kiến của mình trong khoảng thời gian từ 20 giờ tối đến 21 giờ. Giờ tiếp theo, con số tương ứng là 5%. Con số này tương đương với mức tiêu thụ của khoảng nửa triệu hộ gia đình trong tổng số 4,5 triệu hộ gia đình ở Thụy Điển.
Theo Trung tâm Điều độ Điện lực Quốc gia, nhu cầu điện của Việt Nam đã giảm 140 MWh trong Giờ Trái Đất.

### 2010

Cấu trúc kim loại của nhà kính của Vườn bách thảo Curitiban (Curitiba, Paraná, Nam Brasil), khi đèn tắt vào ngày 27 tháng 3 năm 2010

Giờ Trái Đất 2010 được tổ chức từ 20:30 tối đến 21:30 theo giờ địa phương vào ngày 27 tháng 3. Ở Israel, giờ này được tổ chức vào ngày 22 tháng 4.
126 quốc gia đã tham gia Giờ Trái Đất 2010.
Tại Hoa Kỳ, cuộc thăm dò cho thấy ước tính có khoảng 90.000.000 người Mỹ đã tham gia Giờ Trái Đất khi đèn tắt trên khắp cả nước, bao gồm các địa danh như Núi Rushmore, Dải Las Vegas, Tòa nhà Empire State và Thác Niagara.
Một số thành phố và địa danh đã tận dụng cơ hội này để thực hiện nhiều điều chỉnh dài hạn hơn đối với mức tiêu thụ điện hàng ngày của họ. Tại Chicago, Hiệp hội chủ sở hữu và quản lý tòa nhà (BOMA) đã xây dựng các hướng dẫn chiếu sáng để giảm ô nhiễm ánh sáng và giảm lượng khí thải carbon của các tòa nhà ở trung tâm thành phố. Núi Rushmore ở Nam Dakota bắt đầu tắt điện vào mỗi đêm vào khoảng 21 giờ thay vì 23 giờ.
Tại Việt Nam, nhu cầu điện đã giảm 500.000 kWh trong Giờ Trái Đất 2010, cao gấp ba lần so với lần đầu tiên đất nước tham gia sự kiện này vào năm 2009.
Tại Philippines, 1.067 thị trấn và thành phố đã cam kết tham gia vào năm 2010 và hơn 15 triệu người Philippines đã tham gia sự kiện này.
Khoảng 4.000 thành phố đã tham gia, bao gồm các địa danh như Big Ben, Tòa nhà Empire State, Nhà hát Opera Sydney, Tháp Eiffel, Đền Parthenon, Cổng Brandenburg và Tử Cấm Thành.

### 2011
Giờ Trái Đất 2011 là năm lớn nhất trong lịch sử 5 năm của chiến dịch, khẳng định lại đây là hành động tự nguyện lớn nhất từ trước đến nay vì môi trường. Năm 2011, khẩu hiệu "Beyond the Hour" đã được những người tổ chức áp dụng như một cách để khuyến khích mọi người thực hiện cam kết của mình đối với mục tiêu này vượt ra ngoài sự kiện kéo dài 60 phút. Cùng với công ty Leo Burnett, Giờ Trái Đất đã công bố một logo theo chủ đề hành tinh được cập nhật bao gồm một biểu tượng dấu cộng nhỏ bên phải chữ ký "60" đã được sử dụng trong những năm trước. Biểu tượng 60+ tiếp tục là logo chính được những người tổ chức chiến dịch trên toàn thế giới sử dụng.
Giờ Trái Đất 2011 đã diễn ra tại 5.251 thành phố và thị trấn ở 135 quốc gia và vùng lãnh thổ trên cả bảy châu lục. Ước tính có phạm vi tiếp cận là 1,8 tỷ người trên toàn cầu. Ngoài ra, dấu chân kỹ thuật số của chiến dịch đã tăng lên 91 triệu.
Tại Ấn Độ, Giờ Trái Đất 2011 được tổ chức vào ngày 26 tháng 3 năm 2011, từ 20:30 đến 21:30 theo giờ IST, do Bộ trưởng Delhi Sheila Dikshit và Đại sứ Giờ Trái Đất 2011 kiêm nữ diễn viên Bollywood Vidya Balan phát động với sự hiện diện của Jim Leape, Tổng giám đốc WWF Quốc tế. Kênh Rosebowl ngừng phát sóng từ 20:30 đến 21:30 để hưởng ứng Giờ Trái Đất.
Tại Azerbaijan, Tòa nhà Maiden Tower đã tắt đèn trong Giờ Trái Đất.
Philippines, quốc gia tham gia tích cực vào Giờ Trái Đất, đã có "giờ Trái đất" sớm khi điện bị ngắt đột ngột, khiến Metro Manila và các các tỉnh lân cận chìm trong bóng tối. Sau khi điện được khôi phục, các tòa nhà lớn, trung tâm thương mại và khu dân cư ở Metro Manila và hầu hết các các tỉnh tiếp tục tắt đèn, trong khi các kênh tham gia ở Philippines, ABS-CBN, Nickelodeon và Cartoon Network đã dừng phát sóng trong một giờ.
30 tỉnh, thành phố tại Việt Nam đã tham gia Giờ Trái Đất 2011 với sự kiện chính được tổ chức tại Nha Trang. Nhu cầu điện của cả nước đã giảm 400.000 kWh, giảm một phần năm so với năm trước. Việt Nam đã tiết kiệm được 500 triệu VND (23.809 đô la Mỹ) nhờ vào việc tiết kiệm điện.
YouTube đã quảng bá Giờ Trái đất bằng cách thay đổi logo và thêm tính năng bật/tắt gần tiêu đề của mỗi video để người dùng có thể đổi màu nền từ trắng sang đen.
Một trong những khu vực ít hợp tác nhất theo truyền thống là Alberta; vào năm 2008, mức tiêu thụ điện của Calgary đã tăng lên trong Giờ Trái Đất. Xu hướng này tiếp tục vào năm 2011 khi mức sử dụng điện của Edmonton cũng tăng. Trong khi mức sử dụng điện của Calgary đã giảm vào năm 2011 trong sự kiện này, các viên chức điện lực không thể phân biệt được các số liệu của họ giữa mức sử dụng bình thường và nỗ lực có ý thức để tham gia.

### 2012
Trụ sở toàn cầu của Earth Hour Global đã chuyển từ Sydney đến Singapore vào tháng 2 năm 2012. Một sự kiện ra mắt đã diễn ra tại ION Orchard vào ngày 20 tháng 2, với sự hỗ trợ của Hội đồng Phát triển Kinh tế (EDB) của Singapore và WWF-Singapore.
Giờ Trái Đất 2012 được tổ chức vào ngày 31 tháng 3 năm 2012, từ 20:30 đến 21:30 (giờ địa phương của quốc gia tham gia). Sự kiện diễn ra tại hơn 7000 thành phố và thị trấn trên 152 quốc gia và vùng lãnh thổ, trở thành năm tăng trưởng lớn nhất của chiến dịch kể từ năm 2009. Đây cũng là năm đầu tiên Giờ Trái Đất được tổ chức ngoài không gian, với phi hành gia người Hà Lan André Kuipers đăng tweet tại nhiều thời điểm khác nhau trong suốt hành trình vòng quanh thế giới của sự kiện.

### 2013

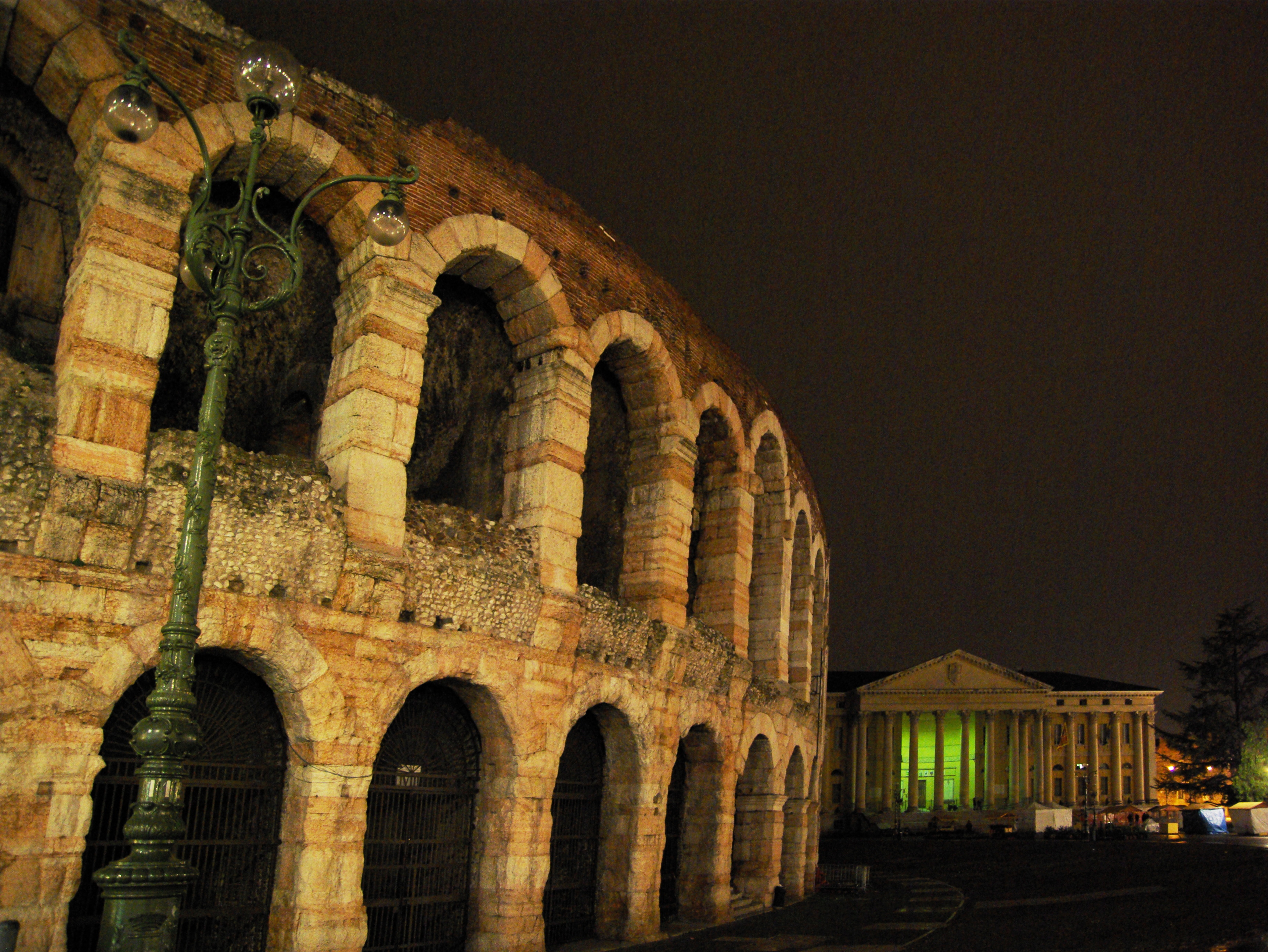
Ý, Verona, Đấu trường với đèn nền tắt trên Bra vuông, ở phía dưới Tòa thị chính trong Giờ Trái Đất 2013

Giờ Trái Đất 2013 được tổ chức trên toàn thế giới vào thứ Bảy, ngày 23 tháng 3 từ 20:30 tối đến 21:30 tối theo giờ địa phương để tránh diễn ra sau khi Giờ mùa hè châu Âu bắt đầu, đảm bảo tác động lớn hơn cho sự kiện tắt đèn. Sự kiện cũng được thay đổi để tránh trùng với Thứ Bảy Tuần Thánh của Thiên Chúa giáo rơi vào ngày 30 tháng 3 năm đó.

#### Châu Phi
Năm 2013, Giờ Trái Đất dành cho Rừng (Earth Hour Forest) đầu tiên trên thế giới đã bắt đầu ở Uganda, một dự án đang diễn ra nhằm mục đích phục hồi 2700 ha đất bị thoái hóa. Ngân hàng Standard Chartered-Uganda đã cam kết giúp lấp đầy khu rừng bằng hơn 250.000 cây.
Hoạt động hưởng ứng Giờ Trái Đất tại Madagascar có điểm nhấn là việc phân phát một nghìn bếp tiết kiệm củi cho các nạn nhân của cơn bão Haruna tại thị trấn Toliara ở phía nam, nơi bị thiệt hại nặng nề trong cơn bão ngày 22 tháng 2. WWF-Madagascar và ADES (Hiệp hội Phát triển Năng lượng Mặt trời) đã phân phối thêm 2.200 bếp tiết kiệm củi vào cuối năm đó.
Cựu Tổng thống Botswana, Festus Mogae đã cam kết sẽ trồng một triệu cây bản địa trong 4 năm, như một phần trong thử thách "I Will If You Will" của ông dành cho Trái Đất năm 2013.

#### Châu Âu
WWF-Nga đã phát động chiến dịch năm 2013 nhằm mục đích thu thập hơn 100.000 chữ ký từ công dân Nga để kiến nghị sửa đổi luật lâm nghiệp hiện hành. Bản kiến nghị đã thu thập được hơn 127.000 chữ ký trước sự kiện Giờ Trái Đất, đảm bảo luật này được các chính trị gia tranh luận tại State Duma.

### 2014
Giờ Trái Đất 2014 diễn ra vào thứ Bảy, ngày 29 tháng 3, trong cùng khung giờ địa phương từ 20:30 đến 21:30. Giờ Trái Đất Xanh (Earth Hour Blue) được ra mắt như một nền tảng gây quỹ cộng đồng và huy động vốn cộng đồng toàn cầu cho hành tinh. "Tất cả đều là nỗ lực chung của các cá nhân trên toàn thế giới cùng nhau chung tay gây quỹ hoặc lên tiếng ủng hộ các dự án xã hội và môi trường thực tế mang lại kết quả thực sự."
Báo cáo của Giờ Trái Đất 2014 nêu bật một loạt các kết quả về môi trường đạt được bởi phong trào trên 162 quốc gia và vùng lãnh thổ trên toàn thế giới. Hơn 60.000 đô la Mỹ đã được quyên góp trên nền tảng Giờ Trái đất Xanh cho các dự án môi trường cơ sở do WWF điều hành. Phong trào này cũng chứng kiến các chiến dịch giúp bảo vệ Rạn san hô Great Barrier của Úc, ra mắt ứng dụng Blue Sky tại Trung Quốc và cung cấp hàng ngàn bếp lò tiết kiệm gỗ cho cộng đồng ở Madagascar.

### 2015
Giờ Trái Đất 2015 diễn ra vào thứ Bảy, ngày 28 tháng 3, một lần nữa từ 20:30 đến 21:30 theo giờ địa phương. Khẩu hiệu cho chiến dịch toàn cầu là "Change Climate Change" (Thay đổi Biến đổi Khí hậu), quay trở lại trọng tâm ban đầu của phong trào là khởi xướng hành động của công dân đối với tình trạng nóng lên toàn cầu. Một ngày trước sự kiện, hơn 170 quốc gia và vùng lãnh thổ đã xác nhận tham gia; với hơn 1200 địa danh và gần 40 di sản thế giới của UNESCO được lên kế hoạch tắt đèn.
Năm thứ hai liên tiếp, Giờ Trái Đất Xanh hướng đến mục tiêu gây quỹ cho các dự án tập trung vào khí hậu do WWF tổ chức trên nền tảng gây quỹ cộng đồng. Năm đó, các dự án gây quỹ cộng đồng bao gồm phân phối đèn năng lượng mặt trời ở Philippines và Ấn Độ, và các dự án dựa trên động vật hoang dã từ Colombia, Uganda và Indonesia.
Những người tham gia duy nhất vào hoạt động Giờ Trái Đất là cư dân của một hòn đảo có tên Sibuyan ở Philippines, họ đã bật đèn để nâng cao thông điệp sử dụng năng lượng tái tạo. Nguồn điện của hòn đảo là một nhà máy thủy điện nhỏ.

### 2016
Giờ Trái Đất 2016 diễn ra vào thứ Bảy, ngày 19 tháng 3 từ 20:30 đến 21:30 theo giờ địa phương của quốc gia tham gia. Giờ này cũng được thay đổi để tránh trùng với Thứ Bảy Tuần Thánh của Thiên Chúa giáo rơi vào ngày 26 tháng 3 năm đó. Được tổ chức để kỷ niệm 10 năm chiến dịch bắt đầu tại Sydney, Úc. Östersund, Thụy Điển đã hủy sự kiện năm 2016 sau một loạt các vụ tấn công tình dục nhấn mạnh vấn đề an toàn là chủ đề thảo luận khi tiết kiệm tài nguyên. Hầu hết các quốc gia trên thế giới đều hưởng ứng Giờ Trái Đất.

### 2017
Giờ Trái Đất diễn ra vào thứ Bảy, ngày 25 tháng 3 từ 20:30 đến 21:30.

### 2018
Giờ Trái Đất năm 2018 diễn ra vào ngày 24 tháng 3, từ 20:30 tối đến 21:30 theo giờ của các quốc gia tham gia, để tránh trùng với Thứ bảy Tuần Thánh của Thiên Chúa giáo rơi vào ngày 31 tháng 3.

### 2019
Giờ Trái Đất 2019 được tổ chức vào ngày 30 tháng 3, từ 20:30  đến 21:30. Tổng cộng có 188 quốc gia tham gia Giờ Trái Đất 2019. Hoa hậu Trái Đất 2018 Nguyễn Phương Khánh đến từ Việt Nam được chỉ định là Đại sứ Giờ Trái Đất để thực hiện một số hoạt động bảo vệ môi trường. Với tư cách là đại sứ, Phương Khánh đã kêu gọi mọi người tự nguyện tắt đèn và các thiết bị không cần thiết trong một giờ, góp phần lan tỏa thông điệp "Save Energy, Save Earth – Energy saving, Earth protection" (Tiết kiệm năng lượng, Bảo vệ Trái Đất).

### 2020
Giờ Trái Đất 2020 diễn ra vào Thứ bảy, ngày 28 tháng 3 từ 20:30 đến 21:30 giờ địa phương và được chuyển sang kỹ thuật số do ảnh hưởng của đại dịch COVID-19. 190 quốc gia và vùng lãnh thổ đã cùng nhau ủng hộ phong trào này và một số ít trong số nhiều nhân vật công chúng như Tổng thư ký Liên Hợp Quốc António Guterres, Giáo hoàng Phanxicô, nhà hoạt động môi trường Greta Thunberg, Thủ tướng Canada Justin Trudeau, ngôi sao điện ảnh Ấn Độ Amitabh Bachchan, Đại sứ thiện chí về Môi trường của Liên Hợp Quốc Dia Mirza, ca sĩ Kenya Nikita Kering, người mẫu Colombia Claudia Bahamon và ca sĩ kiêm nhạc sĩ Anh Cat Stevens cũng tham gia Giờ Trái Đất 2020.

### 2021
Giờ Trái Đất 2021 diễn ra vào Thứ bảy, ngày 27 tháng 3, từ 20:30 đến 21:30 giờ địa phương.

### 2022
Giờ Trái Đất 2022 diễn ra vào Thứ bảy, ngày 26 tháng 3, từ 20:30 đến 21:30 giờ địa phương.

### 2023
Giờ Trái Đất 2023 diễn ra vào Thứ bảy, ngày 25 tháng 3 lúc 20:30 đến 21:30 giờ địa phương. Trước sự kiện, Giờ Trái Đất đã được đổi tên thành "Giờ lớn nhất cho Trái Đất" (Biggest Hour for Earth), bao gồm tập trung nhiều hơn vào hành động của cộng đồng và ít phụ thuộc hơn vào 'tắt máy'. Trong suốt sự kiện, Giờ Trái Đất đã đo được hơn 410.000 giờ hoạt động tích cực cho hành tinh được cam kết như một phần của 'Ngân hàng giờ', nơi tập hợp các hành động đã cam kết của công chúng.

### 2024
Giờ Trái Đất 2024 diễn ra vào thứ Bảy, ngày 23 tháng 3 từ 20:30 đến 21:30 giờ địa phương để tránh trùng với Thứ bảy Tuần Thánh của Kitô giáo Tây phương rơi vào ngày 30 tháng 3.
Nhân kỷ niệm 16 năm sự kiện Giờ Trái Đất Philippines, người Philippines do đại sứ John Paulo Bagnas Nase và Toni Yulo-Loyzaga của nhóm nhạc SB19 dẫn đầu, đã tắt đèn trong 60 phút vào tối thứ Bảy, từ 20:30 đến 21:30 theo Giờ chuẩn Philippines (PTS), ngày 23 tháng 3 năm 2024. Sự kiện tắt đèn thường niên này được tổ chức tại Kartilya ng Katipunan ở Đền Bonifacio Manila, do Quỹ Quốc tế Bảo vệ Thiên nhiên Philippines tổ chức. Giám đốc WWF-Philippines, Katherine Custodio cho biết: "Năm nay, trọng tâm của Giờ Trái Đất Philippines là giải quyết ô nhiễm rác thải nhựa". Marcos Jr. đã nhấn mạnh vai trò của "hiệu quả năng lượng trong việc giải quyết biến đổi khí hậu hướng tới tương lai xanh hơn theo chiến dịch 'You Have The Power' (Bạn có sức mạnh)." Khu phức hợp nghỉ dưỡng sòng bạc và khách sạn Okada Manila đã tắt đèn chiếu sáng bên ngoài và "The Fountain" - đài phun nước âm nhạc lớn nhất Philippines trị giá 30 triệu đô la Mỹ và làm mờ đèn ở sảnh Coral and Pearl, trung tâm chăm sóc sức khỏe và các khu vực khác trong khu nghỉ dưỡng tích hợp. Chủ tịch Byron Yip cho biết: "Mỗi chúng ta đều có vai trò trong việc thúc đẩy sự thay đổi và phải hành động cùng nhau". Các chuỗi cửa hàng Jollibee Foods Corporation từ Philippines, Trung Quốc, Bắc Mỹ, Châu Âu, Trung Đông và Châu Á cũng dành một giờ cho chiến dịch, để đoàn kết với hơn 190 quốc gia.

### 2025
Giờ Trái Đất 2025 diễn ra vào thứ Bảy, ngày 22 tháng 3 từ 20:30 đến 21:30 giờ địa phương để tránh diễn ra sau khi Giờ mùa hè châu Âu bắt đầu.

## Đo lường mức giảm sử dụng điện
Trang Câu hỏi thường gặp của Giờ Trái Đất toàn cầu nêu rõ:
Giờ Trái Đất không có mục đích là một hoạt động giảm năng lượng/carbon, mà là một hành động mang tính biểu tượng. Do đó, chúng tôi không tham gia vào việc đo lường mức năng lượng/carbon giảm trong chính giờ đó. Giờ Trái Đất là một sáng kiến nhằm khuyến khích các cá nhân, doanh nghiệp và chính phủ trên toàn thế giới chịu trách nhiệm về dấu chân sinh thái của họ và tham gia vào đối thoại và trao đổi tài nguyên, cung cấp các giải pháp thực sự cho các thách thức về môi trường của chúng ta. Việc tham gia Giờ Trái Đất tượng trưng cho cam kết thay đổi vượt ra ngoài giờ đó.

Một nghiên cứu năm 2014 được công bố trên Tạp chí Nghiên cứu Năng lượng và Khoa học Xã hội đã tổng hợp 274 phép đo về những thay đổi quan sát được trong nhu cầu điện do Giờ Trái Đất ở 10 quốc gia, kéo dài trong 6 năm và phát hiện ra rằng các sự kiện này đã giảm mức tiêu thụ điện trung bình 4%. Nghiên cứu lưu ý đến thách thức về chính sách trong việc chuyển đổi hoạt động tiết kiệm năng lượng ngắn hạn của Giờ Trái Đất thành các hành động dài hạn, bao gồm những thay đổi bền vững về hành vi và đầu tư.

## Đón nhận
Một số người và tổ chức đã có các chỉ trích đối với giờ Trái Đất:
- Các chỉ trích cho rằng sự giảm trong việc tiêu thụ điện năng gần như là không đáng kể.[94] Tờ The Herald Sun đã so sánh mức tiết kiệm điện ở khu trung tâm hành chính thương mại của Sydney với "48.613 xe ô tô ra khỏi đường phố trong 1 giờ".[cần dẫn nguồn] Một nhà chuyên mục học người Australia Andrew Bolt đã cho rằng "Một sự giảm như thế là không đáng kể – bằng với việc đưa 6 chiếc ô tô ra khỏi thành phố mỗi năm".[95]
- Các nhà môi trường học khác đã chỉ trích Giờ Trái Đất do quá tập trung vào các hành vi của cá nhân, khi một số các công ty về nhiên liệu hóa thạch đã thải ra phần lớn lượng khí thải carbon do con người.[96] Adam McGibbon, viết cho tờ The Independent, chỉ trích Giờ Trái Đất vì đã "đánh lạc hướng" dư luận khỏi những chủ công ty về nhiên liệu hóa thạch và các chính trị gia có trách nhiệm ứng phó với biến đổi khí hậu.[97]
- Tờ The Christian Science Monitor cho rằng nến được tạo thành từ parafin, một loại hydrocacbon nặng được sản xuất từ dầu thô, một loại nhiên liệu hóa thạch, và điều đó tùy thuộc vào số lượng nến mỗi người đốt (nếu mỗi người sử dụng một cây nến trong Giờ Trái đất), họ có thường sử dụng bóng đèn compact huỳnh quang hay không và nguồn năng lượng nào được sử dụng để sản xuất điện, trong một số trường hợp, việc thay bóng đèn bằng nến sẽ làm tăng lượng khí thải carbon dioxide, thay vì làm giảm.[98]
- Vào ngày 29 tháng 3 năm 2009, một ngày sau Giờ Trái Đất năm 2009, báo Dân Trí đã đưa ra một bài luận bày tỏ nỗi lo về việc người trẻ lái xe xuống đường tại Hồ Hoàn Kiếm, Hà Nội để chơi và đã gây ra sự lãng phí nhiên liệu và dòng người xếp hàng ở dưới thành phố.[99]
- George Marshall của Climate Outreach Information Network chỉ trích Giờ Trái Đất vì "làm lợi cho (những người chỉ trích các nhà môi trường học)", vì bóng tối tượng trưng cho nỗi sợ hãi và sự suy tàn. "Nhu cầu cấp thiết hiện nay là truyền cảm hứng cho những người bình thường với tầm nhìn về một thế giới tốt đẹp hơn, để họ cảm thấy rằng hành động chống biến đổi khí hậu là hoàn toàn đáng mong muốn và tích cực.... sự cộng hưởng văn hóa (của Giờ Trái Đất) không thể tệ hơn được nữa."[100]
- Viện Doanh nghiệp Cạnh tranh (CEI) đã giới thiệu Giờ Thành tựu của Con người đối lập để tôn vinh sự tiến bộ của con người trong nhiều lĩnh vực công nghiệp khác nhau, bao gồm công nghệ, y học, năng lượng, v.v. Trong giờ này, Viện đề xuất mọi người ăn mừng bằng cách sử dụng công nghệ hiện đại như điện, viễn thông và hệ thống ống nước trong nhà.[101]
- Năm 2009, nhà kinh tế học Ross McKitrick đã chỉ trích ý tưởng này, nói rằng, "Điện dồi dào và giá rẻ là nguồn giải phóng con người lớn nhất trong thế kỷ 20.[...] Toàn bộ quan điểm xung quanh Giờ Trái Đất đều coi điện là quỷ dữ."[102]
- Vào tháng 3 năm 2010, tờ The Daily Telegraph đã trích dẫn Ross Hayman, giám đốc quan hệ truyền thông tại UK National Grid, nói rằng "do đó, nó có thể dẫn đến sự gia tăng lượng khí thải carbon" do những biến chứng liên quan đến việc giảm nhanh rồi tăng sản lượng điện.[103]
- Vào tháng 2 năm 2010, Rick Giles, chủ tịch của ACT on Campus, một nhánh thanh niên của Đảng ACT New Zealand, đã xuất hiện trên chương trình truyền hình buổi sáng Sunrise để lên án Giờ Trái Đất và thay vào đó đề xuất tổ chức lễ kỷ niệm "Giờ Edison". Ông lập luận rằng Giờ Trái Đất là một sự kiện "chống công nghệ" và mọi người sẽ chỉ sử dụng nến thay thế, điều này là không mong muốn vì chúng có nguồn gốc từ dầu mỏ. Ông lập luận rằng nếu chúng ta đang hướng đến một loại thảm họa nào đó, thì việc sử dụng công nghệ để chống lại điều này là hợp lý.[104] Rick nói "Tôi nghĩ lập luận của tôi rất mạnh mẽ đến mức không cần phải nói về nó".
- Viện Ayn Rand (ARI) đã viết: "Những người tham gia dành sáu mươi phút thú vị trong bóng tối, an toàn khi biết rằng những lợi ích cứu sống của nền văn minh công nghiệp chỉ cách một công tắc đèn... Hãy quên đi một giờ đồng hồ chỉ tắt đèn. Còn Tháng Trái Đất thì sao... Hãy thử dành một tháng run rẩy trong bóng tối mà không có hệ thống sưởi, điện, tủ lạnh; không có nhà máy điện hoặc máy phát điện; không có bất kỳ sản phẩm tiết kiệm lao động, tiết kiệm thời gian và do đó là tiết kiệm sự sống nào mà năng lượng công nghiệp có thể tạo ra."[105]
- Trong chiến dịch Giờ Trái Đất 2010 tại thành phố Uusikaupunki ở Phần Lan, một nữ tài xế xe máy 17 tuổi đã đâm phải một người đàn ông 71 tuổi, người đang đi bộ trên đường thay vì trên vỉa hè vì lý do không rõ. Người đàn ông đã tử vong do thương nặng, trong khi người lái xe máy và hành khách của cô không bị thương tích gì. Vào thời điểm xảy ra tai nạn, đèn đường đã bị tắt như một phần của Giờ Trái Đất. Cảnh sát tuyên bố rằng việc thiếu đèn đường có thể đã đóng một phần trong vụ tai nạn, trong khi thị trưởng tin rằng đèn đường của thành phố sẽ quá mờ để ngăn chặn điều đó ngay cả khi chúng được bật.[106][107]

### Tiếng Anh
- Earth Hour - official website

### Tiếng Việt
- Giờ Trái Đất trên WWF Việt Nam
- Trang web của chương trình tại Việt Nam
- Cả thế giới tắt đèn vào ngày 28/3/2009
- Thách thức đạo đức của biến đổi khí hậu
- Chuyên mục Giờ Trái Đất tại vnexpress.net